# Loxocera macrogramma
Loxocera macrogramma är en tvåvingeart som beskrevs av Speiser 1910. Loxocera macrogramma ingår i släktet Loxocera och familjen rotflugor. Inga underarter finns listade i Catalogue of Life.